# تقسيم أقاليم إسبانيا 1833

خريطة التقسيم الإقليمي 1833 من أسبانيا إلى مناطق (ملونة) والمقاطعات (متضمنة).

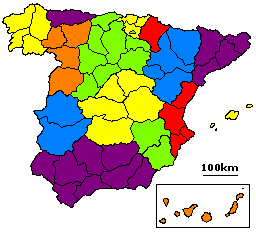
خريطة مماثلة لتقسيم أقاليم اسبانيا 1822. في التقسيم القديم حدد فقط المقاطعات؛ أما المناطق التاريخية المشار إليها بالألوان فلم تحدد حتى 1833.

وزع قانون تقسيم أقاليم إسبانيا 1833 مناطق إسبانيا إلى مقاطعات، وصنفها إلى «مناطق تاريخية» (بالإسبانية: regiones históricas)‏. حيث تتوافق العديد من تلك المناطق مع مايسمى حاليا مناطق إسبانيا ذات الحكم الذاتي وتكاد تحتفظ جميع تلك الأقاليم أو معظمها بحدودها السابقة، وهناك خمس أقاليم غيرت أسمائها لتعكس لغاتها المحلية [الإنجليزية] عن الأسبانية القشتالية وثلاثة أخرى غيرت إسمها لتتناسب مع اسم الحكم الذاتي المتزامن

## البداية
بعد وفاة الملك فيرناندو السابع في 29 أيلول 1833، حاولت الوصية ماريا كريستينا أن تجد طريقا ثالثا معتدلا بين الحكم المطلق للكارليين -وهم أتباع الدون كارلوس- والليبراليين. أعطيت تلك المهمة إلى رئيس الوزراء فرانسيسكو سيا برموديز، الذي استمرت حكومته حتى يناير من العام التالي. وعندما لم يتمكن من تلبية رغبات أي من الجانبين على حد سواء. وخوفا من ضياع جهوده سدى للحصول على تأييد أي من الطرفين سواءً الليبراليين أو الكارليين، باشرت حكومته بعملية إصلاح كبيرة في التقسيم الإقليمي لإسبانيا التي لا تزال تأثيراته واضحة بعد أكثر من قرن ونصف: تقسيم إسبانيا إلى مقاطعات.
صادق مرسوم ملكي في 20 نوفمبر 1833 على خطة التقسيم التي وضعها خافيير دي بورغوس، وزير الدولة للتنمية، الذي أنشأ الأساس لدولة مركزية مقسمة إلى 49 مقاطعة. استلمت جميع تلك المقاطعات أسماء عواصمها باستثناء أربع فقط. تلك الأربع هي:منطقة نافارا وعاصمتها بامبلونا وألافا وعاصمتها فيتوريا وغيبوثكوا وعاصمتها سان سيباستيان وبيسكاي وعاصمتها بلباو وعكست تلك الأربع على كيانات قديمة ومستمرة، وحافظت على أسمائها التاريخية وعواصمها.
اعتبر تقسيم خافيير دي بورغوس عمليا هو نفس التقسيم الإقليمي 1822 قصير الأجل التي يعود تاريخها إلى ترينيوم الليبرالي، ولكن من دون محافظات كالاتايود وفيرثو وخاتيفا. وأيضا على النقيض من تقسيم 1822 فالكثير من أسماء المحافظات تختلف عن أسماء عواصمها.

## تقسيم المقاطعات والمناطق التاريخية

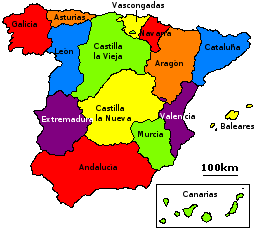
مناطق إسبانيا التاريخية، كما هو مدون في مرسوم 1833.

احتوى تقسيم مقاطعات خافيير دي بورغوس على 49 مقاطعة. نفس المرسوم التي أنشأ تقسيم للمقاطعات فقد جمعها باسم «المناطق التاريخية». ولكن كان ذلك مجرد تجميع فخري وتصنيفي: لم يكن هناك مستوى إداري بين الحكومة المركزية والمقاطعات. ولم يكن لتلك «المناطق التاريخية» أية صلاحيات ولا أجهزة إدارية ولاختصاصات قضائية مشتركة تجتمع بين المقاطعات. ولكل مقاطعة لديها حاكم سياسي (بالإسبانية: jefe político)‏ تعينه الحكومة المركزية.
| مناطق تاريخية                                | مقاطعات                                                                    |
| -------------------------------------------- | -------------------------------------------------------------------------- |
| أندلوسيا                                     | المرية - قادس - قرطبة - غرناطة - ولبة - خاين - مالقة - إشبيلية             |
| أرغون                                        | وشقة - مقاطعة طرويل - سرقسطة                                               |
| أستورياس                                     | أوفييدو                                                                    |
| جزر البليار                                  | ميورقة                                                                     |
| جزر الكناري                                  | سانتا كروث دي تينيريفه (وتضم حاليا مقاطعة لاس بالماس)                      |
| قشتالة الجديدة [الإنجليزية]                  | ثيوداد ريال - قونكة - غوادالاخارا - مدريد، طليطلة                          |
| قشتالة القديمة                               | آبلة - برغش - لاكرونيا - بالنثيا - كانتابريا - شقوبية - سوريا - بلد الوليد |
| كتالونيا                                     | برشلونة - جرندة - لاردة - طراغونة                                          |
| إكستريمادورا                                 | بطليوس - قصرش                                                              |
| غاليسيا                                      | لا كورونيا - لوغو - أورينسي - بونتيفيدرا                                   |
| ليون [الإنجليزية]                            | ليون - شلمنقة - سمورة                                                      |
| مرسية                                        | البسيط - مرسية                                                             |
| نافارا                                       | نافارا                                                                     |
| بلنسية                                       | أليكانتي - كاستيون - بلنـسية.                                              |
| منطقة الباسك                                 | ألافا - غيبوثكوا - بيسكاي.                                                 |
| المصدر: المرسوم الملكي بتاريخ 30 نوفمبر 1833 |                                                                            |

وإلى جانب النظر إلى تقسيم 1822، فإن خافيير دي بورغوس أخذ نموذجه من تقسيم أقاليم فرنسا. في حين قد يبدو أن العديد من الحدود والإضافات للمقاطعات للوهلة الأولى اعتباطية من وجهة نظر تاريخية وجغرافية، ولكنه كان يعمل تحت مجموعة من المعايير العقلانية: المنطقة (ويراد به أن يكون من الممكن السفر بين العاصمة وأي مكان في مقاطعة في يوم واحد)، والسكان (يكون تعداد المقاطعة قدر المستطاع بين 100,000 و 400,000)، والترابط الجغرافي.
تمكن التقسيم المقاطعاتي من استعادة الأسماء التقليدية لمقاطعات إقليم الباسك ونافارا، والتي قد تم تغيير أسمائها في التقسيم الإقليمي 1822 إلا أنها قدمت بعض التنازلات للأراضي المطوقة والمعزولة تاريخيا. وأهم تلك التي تم الاحتفاظ بها هو رينكون دي أديموز [الإنجليزية] (جزء من فالنسيا ولكن يقع بين مقاطعة طرويل وقونكة) وجيب تريفينيو [الإنجليزية] (جزء من بورغوس ولكن تحيط به ألافا)؛ أما النقطة المعزولة المهمة فهي ييفيا (جزء من جرندة، ولكن يجب على المرء أن يدخل 3 كيلومتر (1.9 ميل) إلى فرنسا للوصول إليها).
تبلور تقسيم المقاطعات بسرعة، واستمر العمل به مع تغييرات بسيطة إلى يومنا هذا. هذا هو الجزء المهم لأنه أصبح لجميع عواصم المقاطعات مقاعد في المؤسسات الحكومية الأساسية. في النهاية الغي نظام الحاكم السياسي واستعيض عنه الحاكم المدني، وبالآخر يكون مندوب للحكومة المركزية. وأعقب تقسيم المقاطعات من جميع أقسام الحكومة وشكلت الأساس لجميع التقسيمات والتركيبات المستقبلية. فأي بلدية من بلديات إسبانيا (حكم محلي) يجب أن تكون ضمن مقاطعة واحدة.
بدءا من سنة 1834 قسمت إسبانيا إلى دوائر قانونية (partidos judiciales)؛ مع الأخذ بالاعتبار حدود المحافظات. ومن بعدها أضحت الدوائر القانونية هي أساس الذي بني عليها الدوائر الانتخابية والضريبية. والتزمت الدوائر الصحية الأهلية أيضا بحدود المحافظات (بالرغم من أن القطاع الصحي العسكري غير ملزم بذلك). وبحلول سنة 1868 كان هناك 463 دائرة القانونية؛ أما البلديات فقد كان عددها يزداد وينقص باستمرار.

## النزاع مع مناطق الباسك
فتح التقسيم الجديد الذي أنشأه بورغوس وحكومة مدريد سيناريو المواجهة العلنية مع أقاليم ومؤسسات الباسك، التي حافظت على وضع قانوني ومؤسساتي منفصل، بما في ذلك الضرائب والجمارك حتى حدودها على نهر إبرة في قلب إسبانيا. وكذلك مملكة نافارا المتمتعة بحكم شبه ذاتي من برلمان (الكورتيس) وحكومة خاصة بها، بينما مقاطعات ألافا وغيبوثكوا وبسكاي (مقاطعات إقليم الباسك والمعروفة باسم «بسكاي» حتى زمن حرب شبه الجزيرة) كان لها حكم ذاتي. فقد انتشرت أنباء في مناطق الباسك [الإنجليزية] عن قرار الحكومة المركزية إلغاء المؤسسات المحلية، مما أثار موجة غضب. فقد مهد التقسيم الجديد الطريق إلى اندلاع الحرب الكارلية الأولى.
ألغى تقسيم بورغوس المناطقي الجيوب الصغيرة في إسبانيا إلا أنه أبقى على جيوب تقع في الأراضي الباسكية مثل تورزيوس في بسكاي، وتريفينيو في ألافا. ووفقا لهذا التنظيم الجديد فإن الجيوب الباسكية تكون ملاصقة لأقرب اقليم الإسباني خاضع للنظام المالي الموحد. مما يعني أنهم سيدفعون الضرائب لمدريد، وليس لحكومة الباسك المرتبطة بها (ألافا، بسكاي)، واندمجت أونياتي في غيبوثكوا. وبالرغم من الارتباط الثقافي واللغوي والمؤسساتي والقانوني الوثيق بينهم، إلا أن المناطق المذكورة أعلاه قررت تنظيم صفوفها اسميا إلى قسمين مختلفين وهما: مناطق الباسك (بالإسبانية: Provincias Vascongadas)‏ ونافارا.

## التحسينات اللاحقة
كما هو ملاحظ أعلاه، فقد خضع نظام تقسيم المناطقي سنة 1833 لتغيرات طفيفة. فقد تم إلغاء نظام الحاكم السياسي واستعيض عنه الحاكم المدني ومن ثم إلى مندوبين ومساعديهم في الحكومة المركزية. وقد تعرضت حدود الأقاليم لبعض التغييرات الطفيفة، حيث تم إعادة تسمية العديد من المقاطعات لتتفق مع لغاتها المحلية أو أمور أخرى تتعلق بالهوية الإقليمية. وقد أخذت «المناطق التاريخية» جانب الطريق عند انتقال إسبانيا نحو الديمقراطية أواخر عقد 1970 وأوائل عقد 1980، فتحولت من تاريخية إلى مناطق ذات الحكم الذاتي، وكثير منها توافق بالضبط «منطقتها التاريخية» السابقة. بعض مؤلفي الوقت الحاضر من الإسبان يستخدمون مصطلح «المناطق التاريخية» للإشارة إلى بلاد الباسك وكتالونيا وعادة غاليسيا وأحيانا الأندلس، والتي احتوت جميعها قوميات محلية قوية تاريخيا.
- في 1836 نُقِل جزء من مقاطعة أليكانتي إلى مقاطعة بلنسية بينما انتقلت بليانة من مقاطعة البسيط إلى أليكانتي، وساكس من منطقة مرسية إلى أليكانتي.[23]
- وفي 1841 نزل مرسوم يعيد لمنطقة لا ريوخا حدودها السابقة في 1822، ولكن لم يطبق ذلك أبدا.[24]
- ما بين 1844 و 1854 كانت عاصمة مقاطعة غيبوثكوا هي تولوسا بدلاً من سان سيباستيان.[25]
- في 1846 تم تعديل الحدود بين مقاطعة ثيوداد ريال ومقاطعة البسيط حيث ضمت فياروبليدو إلى الأخيرة.[23]
- في 1851 انتقلت كلا من ريجينا وأوتيل من مقاطعة قونكة إلى بلنسية.[26][27]
- في 1927 تم تقسيم جزر الكناري إلى مقاطعتين بعدما كانت مقاطعة واحدة. وهما مقاطعة لاس بالماس ومقاطعة سانتا كروز دي تينيرايفي مما زاد من عدد المقاطعات إلى 50 مقاطعة وهو أهم عمل في التحسينات كلها.[28][29]
- في 1980 تم تغيير اسم مقاطعة لوغرونيا (Logroño) إلى لا ريوخا (La Rioja).[6][30]
- في 1982 تم تغيير اسم مقاطعة سانتاندير (Santander) إلى كانتابريا وهو جزء من تحويلها إلى حكم ذاتي[8]
- في 1983 تم تغيير اسم منطقة أوفييدو إلى أستورياس.[7]
- في 1992 تم تغيير أسماء المقاطعتين جرندة ولاردة إلى أسمائها الكتالونية Girona وLleida‏[31] وتغيير ترخيص اللوحات من Gerona إلى Girona هو تغيير الأحرف من "GE" إلى "GI"‏.[32]
- في 1995 انتقلت بلدية خاتوفا من مقاطعة كاستيون إلى مقاطعة بلنسية.[33]
- في 1997 تم تغيير اسم جزر البليار إلى الاسم الكتالوني (provincia de Illes Balears)‏[34] وتغيير ترخيص اللوحات من "PM" إلى "IB"‏[35]
- في 1998 تم تغيير أسماء المقاطعتين لا كورونيا وأورينسي إلى أسمائهما الغاليسية وهي A Coruña و Ourense‏[36] وتغيير ترخيص لوحات من Orense إلى Ourense هو تغيير الأحرف من "OR" إلى "OU"‏.[37]
- في عقد 2000 تم تغيير اسم غيبوثكوا إلى إسمها الباسكي Gipuzkoa، حسب القرار الذي أصدره مجلس غيبوثكوا العام [الإنجليزية]، وصادق عليه البرلمان الإسباني سنة 2011.
- في 2011 تم تغيير أسماء كلا من ألافا وبيسكاي إلى الباسكية Álava/Araba و Bizkaia، وتم تمريرها عبر البرلمان سنة 2011.

بموجب المادة 141 من دستور إسبانيا 1978، أبقت المقاطعات على الوحدات الأساسية الإسبانية من التنظيم الإقليمي. وأنها هي أساس الدوائر الانتخابية (المادة 68) ومناطق الحكم الذاتي تتشكل عادة من مقاطعة أو أكثر، مع عدم وجود مقاطعة مقسمة بين منطقتين أو أكثر من مناطق الحكم الذاتي (المادة 143). فالنظام الأساسي للحكم الذاتي في كتالونيا [الإنجليزية] المعدل الذي دخل حيز التنفيذ في أغسطس 2006 تجاهل تقسيم المقاطعات في كتالونيا، والاستعاضة عنها بتقسيمها إلى سبعة إقطاعيات (Veguerias). ومع ذلك، فإن عددا من أعضاء مجلس الشيوخ أو النواب التابعين لمقاطعات الكاتالونية في البرلمان الإسباني: بقيت تنظمها المادة 69 من الدستور من حيث المقاطعات. في حين لا يزال المشروع الإقطاعي (veguerias) خلافيا، واعتزمت الحكومة الكاتالونية لوضعه حيز التنفيذ في يناير 2010. إلا أن الانتخابات الكتالونية 2010 أنتجت هيئة تشريعية جديدة مما علقت تلك الخطط وأبقاها قيد الانتظار.